# Première République (Corée du Sud)
Pour les articles homonymes, voir Première République.
 (juillet 2022).
Si vous disposez d'ouvrages ou d'articles de référence ou si vous connaissez des sites web de qualité traitant du thème abordé ici, merci de compléter l'article en donnant les références utiles à sa vérifiabilité et en les liant à la section « Notes et références ».
 (juillet 2022).
La mise en forme du texte ne suit pas les recommandations de Wikipédia : il faut le « wikifier ».
Les points d'amélioration suivants sont les cas les plus fréquents. Le détail des points à revoir est peut-être précisé sur la page de discussion.
- Les titres sont pré-formatés par le logiciel. Ils ne sont ni en capitales, ni en gras.
- Le texte ne doit pas être écrit en capitales (les noms de famille non plus), ni en gras, ni en italique, ni en « petit »…
- Le gras n'est utilisé que pour surligner le titre de l'article dans l'introduction, une seule fois.
- L'italique est rarement utilisé : mots en langue étrangère, titres d'œuvres, noms de bateaux, etc.
- Les citations ne sont pas en italique mais en corps de texte normal. Elles sont entourées par des guillemets français : « et ».
- Les listes à puces sont à éviter, des paragraphes rédigés étant largement préférés. Les tableaux sont à réserver à la présentation de données structurées (résultats, etc.).
- Les appels de note de bas de page (petits chiffres en exposant, introduits par l'outil «  Source ») sont à placer entre la fin de phrase et le point final[comme ça].
- Les liens internes (vers d'autres articles de Wikipédia) sont à choisir avec parcimonie. Créez des liens vers des articles approfondissant le sujet. Les termes génériques sans rapport avec le sujet sont à éviter, ainsi que les répétitions de liens vers un même terme.
- Les liens externes sont à placer uniquement dans une section « Liens externes », à la fin de l'article. Ces liens sont à choisir avec parcimonie suivant les règles définies. Si un lien sert de source à l'article, son insertion dans le texte est à faire par les notes de bas de page.
- La présentation des références doit suivre les conventions bibliographiques. Il est recommandé d'utiliser les modèles {{Ouvrage}}, {{Chapitre}}, {{Article}}, {{Lien web}} et/ou {{Bibliographie}}. Le mode d'édition visuel peut mettre en forme automatiquement les références.
- Insérer une infobox (cadre d'informations à droite) n'est pas obligatoire pour parachever la mise en page.

Pour une aide détaillée, merci de consulter Aide:Wikification.
Si vous pensez que ces points ont été résolus, vous pouvez retirer ce bandeau et améliorer la mise en forme d'un autre article.
1948–1960
Entités précédentes :
- Gouvernement provisoire de la république de Corée
- Administration militaire américaine

Entités suivantes :
- Corée du Sud (Deuxième République)

La Première République (coréen : 제1공화국 ; RR : Jeil Gonghwaguk ; allumé « Première République ») était le gouvernement de Corée du Sud d'août 1948 à avril 1960. La première république a été fondée le 15 août 1948 après le transfert du gouvernement militaire de l'armée américaine qui a gouverné la Corée du Sud depuis la fin de la domination japonaise en 1945, devenant le premier gouvernement républicain capitaliste indépendant en Corée. Syngman Rhee est devenu le premier président de la Corée du Sud après les élections générales de mai 1948, et l'Assemblée nationale de Séoul a promulgué la première constitution de la Corée du Sud en juillet, établissant un système de gouvernement présidentiel. La première république a revendiqué la souveraineté sur toute la Corée mais n'a contrôlé la Corée qu'au sud du 38e parallèle jusqu'à la fin de la guerre de Corée en 1953, lorsque la frontière a été modifiée. La première république a été caractérisée par l'autoritarisme et la corruption de Rhee, un développement économique limité, un fort anticommunisme et par l'instabilité politique croissante de la fin des années 1950 et l'opposition publique à Rhee. La révolution d'Avril en avril 1960 a conduit à la démission de Rhee et à la transition vers la Deuxième République. 

## Guerre de Corée

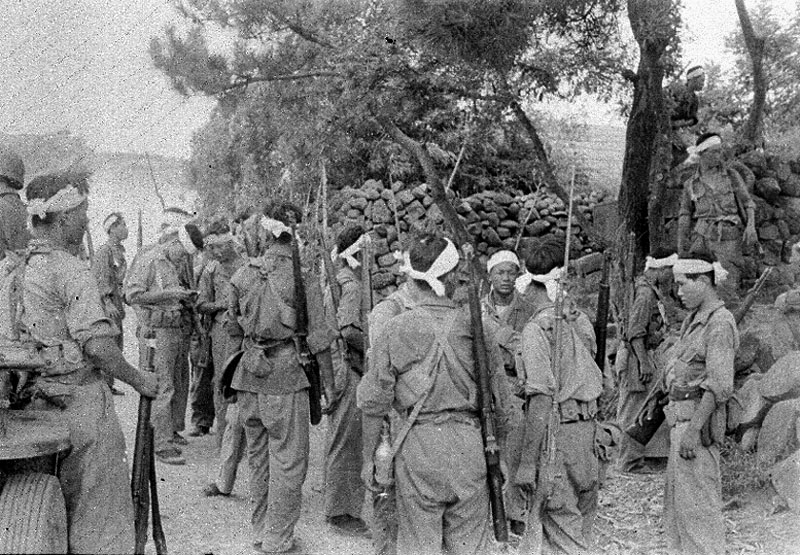
Photo des soldats sud-coréens durant la guerre.

Le 25 juin 1950, les forces nord-coréennes envahissent la Corée du Sud, déclenchant la guerre de Corée. Dirigée par les États-Unis, une coalition de 16 membres a entrepris la première action collective sous l'égide du Commandement des Nations unies (UNC). Les lignes de bataille oscillantes ont infligé un grand nombre de victimes civiles et provoqué d'immenses destructions. Avec l'entrée de la république populaire de Chine au nom de la Corée du Nord en 1951, les combats se sont retrouvés dans une impasse proche de la ligne de démarcation d'origine.

Les négociations d'armistice, initiées en juillet 1951, sont finalement conclues le 27 juillet 1953 à Panmunjom, aujourd'hui dans la zone démilitarisée (DMZ). L'accord d'armistice qui en a résulté a été signé par l'armée nord-coréenne, les Volontaires du peuple chinois et le Commandement des Nations unies dirigé par les États-Unis et soutenu par la Corée du Sud. Aucun traité de paix n'a été signé à ce jour. Après l'armistice, le gouvernement sud-coréen revient à Séoul à la date symbolique du 15 août 1953. 

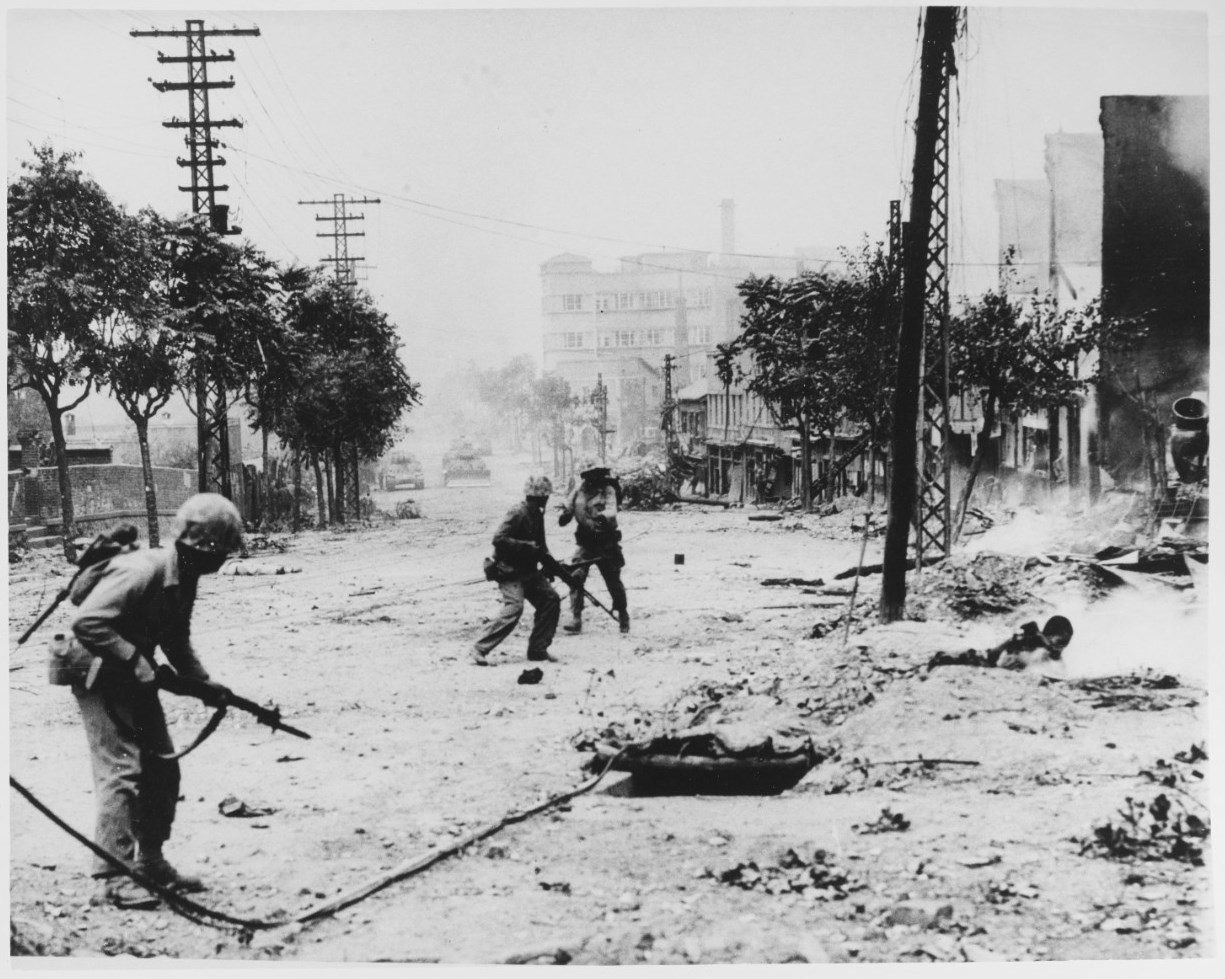
Soldats sud-coréens pendant la bataille de Séoul.

## Événements d'après-guerre
Après l'armistice, la Corée du Sud a connu des troubles politiques sous les années de la présidence de Syngman Rhee, qui s'est terminée par une révolte étudiante en 1960. Tout au long de son règne, Rhee a cherché à prendre des mesures supplémentaires pour cimenter son contrôle sur le gouvernement. Ceux-ci ont commencé en 1952 (peu de temps après avoir été élu pour un second mandat), lorsque le gouvernement était encore basé à Busan en raison de la guerre en cours. En mai de cette année-là, Rhee a fait adopter des amendements constitutionnels qui ont fait de la présidence un poste directement élu. Pour ce faire, il a décrété la loi martiale et emprisonné les parlementaires dont il s'attendait à ce qu'ils votent contre. Rhee a ensuite été élu par une large majorité. Il a repris le contrôle du parlement lors des élections de 1954 et a ensuite fait passer un amendement pour s'exempter de la limite de huit ans.
Les perspectives de réélection de Rhee lors de la campagne présidentielle de 1956 semblaient initialement sombres. La désillusion du public concernant sa tentative de briguer un troisième mandat grandissait et le principal candidat de l'opposition Shin Ik-hee a attiré des foules immenses pendant sa campagne. La mort soudaine de Shin alors qu'il était en campagne électorale a cependant permis à Rhee de remporter facilement la présidence. Le finaliste de cette élection, Cho Bong-am du Parti progressiste, a ensuite été accusé d'espionnage et exécuté en 1959.
Les événements de 1960, connus sous le nom de révolution d'Avril, ont été déclenchés par la répression violente d'une manifestation étudiante à Masan le jour de l'élection présidentielle, le 15 mars. Dans un premier temps, ces protestations ont été réprimées par la police locale, mais elles ont à nouveau éclaté. après que le corps d'un étudiant a été retrouvé flottant dans le port. Par la suite, des manifestations non violentes se sont propagées à Séoul et dans tout le pays, et Rhee a démissionné le 26 avril.